# 泠徵
泠徵（2世纪—184年），東漢人，在涼州之亂時被殺。

## 生平
泠徵出身沒有記載，中平元年（184年）北地先零羌以及枹罕、河關兩縣的變民結合，共推北宮伯玉跟李文侯為領袖。時泠徵作為護羌校尉，駐紮在令居，在抵擋叛亂的過程中為叛軍斬殺。